# 逃げの小五郎 (小説)
『逃げの小五郎』（にげのこごろう）は、司馬遼太郎作の短編小説である。禁門の変（1864年）から長州藩復帰（1865年）までの間の桂小五郎を描く。短編小説集『幕末』に収録されている。
出石藩士堀田反爾(省軒)をモデルとする人物堀田半左衛門が、昌念寺で碁を打ちあう仲となった人物を小五郎だと推測し、活を入れ、長州帰国を決意させるというあらすじ。
史実の小五郎、後の木戸孝允は、明治3年7月の日記に「八日朝、大久保参議来談、堀田反爾来る。但州出石藩の人、余七年前、京都戦争後、しばらく出石に潜伏す。この時最善寺に相会す。しかるといへどもその時余の長州人たるを知らざるなり」と述べており、この記述をヒントに司馬はこの作品を描いたと思われる。

## 逃げの小五郎
現代では様々な桂小五郎の紹介に、「逃げの小五郎と呼ばれていた・言われた」と述べられることがよくあるが、存命中や死後に残された記録・史料にそういう記述は確認されていない。また、この小説の中にも、その当時から「逃げの小五郎と呼ばれていた」という記述はない。歴史上「逃げの小五郎」と記されたのは、この小説が初めてだと推測される。したがって、「後世の小説の題名から逃げの小五郎と呼ばれるようになった」が正しい表現である。この誤解がこれほど広まったことは、司馬遼太郎がつけたこの短編小説の題名のインパクトの大きさを物語っている。

## 書誌情報
- 司馬遼太郎『幕末』文芸春秋新社、1963年。
- 司馬遼太郎『幕末（ポケット文春）』文芸春秋新社、1965年。
- 司馬遼太郎『幕末』文芸春秋、1973年。
- 司馬遼太郎『幕末（文春文庫）』文芸春秋、1977年。
- 司馬遼太郎『幕末』文芸春秋、1994年。
- 司馬遼太郎『新装版幕末（文春文庫）』文芸春秋、2001年。ISBN 978-4167105938。
- 司馬遼太郎『司馬遼太郎短篇全集  第8巻』文芸春秋、2005年。ISBN 978-4166415304。